# Rain-in-the-face
Rain-in-the-face, nom donat pels nord-americans al cabdill d'ètnia sioux Itomagaju (riu Cheyenne, 1835 - Standing Rock, 1905). Cap dels hunkpapa, el 1866 participà en l'atac a Fort Philip Kearney i en la matança de Fetterman amb Red Cloud. El 1876 es va unir a Cavall Boig i Bou Assegut i participà en la batalla de Little Big Horn; hom creu que fou ell mateix qui matà el general George Armstrong Custer. Marxà al Canadà, però el 1880 tornà a Montana i es va rendir. Fou traslladat a Standing Rock, on va morir.